# Luis Benjamín Cisneros
Luis Benjamín Cisneros (Lima, 21 de junio de 1837-id. 29 de enero de 1904) fue un poeta, escritor, político y diplomático peruano. Es uno de los máximos representantes del Romanticismo peruano. Cultivó la poesía lírica y la épica, así como el teatro. Como político, fue de tendencia liberal.

## Biografía
Sus padres fueron Roberto Benjamín, y Nicolasa Cisneros de la Torre. Perteneció a una estirpe de intelectuales limeños: sus hermanos Luciano y Manuel Benjamín Cisneros sobresalieron como oradores, financistas y parlamentarios. Se afirma que el verdadero padre de los hermanos Benjamín Cisneros fue el sacerdote Gregorio Cartagena.
Estudió en el Convictorio de San Carlos y cuando apenas contaba con 18 años puso en escena una alegoría o juguete escénico titulado El Pabellón Peruano (28 de julio de 1855). Como premio a su precoz talento, el presidente Ramón Castilla le concedió un puesto en el ministerio de Relaciones Exteriores. Allí llegó a ser jefe de la Sección Continental, pero renunció en 1859 para viajar a París, donde siguió cursos voluntarios en La Sorbona y el Colegio de Francia.
En 1861 fue nombrado cónsul en El Havre, donde permaneció hasta 1872, con una sola pausa en 1865, en que desempeñó la secretaría de la legación acreditada ante el gobierno de España. En esa época publicó dos novelas, género éste que aún era raro en el mundo literario peruano: Julia o Escenas de la vida en Lima (París, 1861) y Edgardo o un joven de mi generación (París, 1864). Son de inspiración romántica y sobre asuntos limeños.
De vuelta al Perú en 1872, fue inspector de Instrucción, así como gerente del Banco de Lima y de la Compañía Salitrera del Perú (1878). Pero ambos quebraron por efecto de la Guerra del Pacífico (1879-1883) y tuvo que viajar nuevamente a Europa a fin de intervenir en la liquidación de los mismos. Reinició entonces su labor literaria, esta vez enfocada hacia la poesía. Escribió versos de efemérides y algunas composiciones más singulares y ambiciosas, como su excelente elegía A la muerte del rey Don Alfonso XII (1886) y el poema largo Aurora amor (1883-1889), cántico al progreso humano, del que solo pudo concluir 4 cantos.
Fue director interino de la Biblioteca Nacional del Perú en 1892; más tarde, el gobierno de Nicolás de Piérola le nombró director del Archivo Nacional, cargo que ocupó hasta que una cruel parálisis, que le había emergido desde 1888, le impidió continuar.
En tal trance físico la poesía fue su principal consuelo. Su obra fue públicamente consagrada con una simbólica corona de laurel que el Ateneo de Lima le ofrendó por iniciativa de José Santos Chocano y otros poetas. La ceremonia tuvo lugar el 23 de agosto de 1897 y constituyó un hecho notable en un país tan poco dado a reconocer a sus glorias vivientes. El poeta anciano, pobre e inválido, fue objeto de un homenaje auténtico, promovido por los jóvenes y que contó con la participación de toda la ciudad de Lima. 
Ya en los postreros años de su existencia, todavía tuvo el aliento necesario para dictar poemas, como el Canto a la paz, con motivo del Congreso hispanoamericano de 1900, y las octavas reales Al terminar el siglo XIX. Falleció el 29 de enero de 1904.

## Obras

### Drama
- Alfredo el sevillano (Lima, 1856), drama ambientado en la Lima colonial y cuyo personaje es un émulo de Don Juan Tenorio.

### Cuento o novela corta
- Amor de niño: juguete romántico (1864), considerada como su obra cumbre, es un relato lleno de ingenuidad y sentimentalismo, sobre un niño que se enamora de una mujer mayor.

### Novelas
Escribió dos novelas de inspiración romántica que pintan las costumbres sociales y los ideales políticos de su época (mediados del siglo XIX):
- Julia o escenas de la vida en Lima (París, 1861)

- Edgardo o un joven de mi generación (París, 1864)

### Poesía
- A la muerte del rey Don Alfonso XII (1886), elegía premiada con medalla de oro en los juegos florales realizados en La Habana.

- Aurora amor (1883-1889), es un himno de alabanza a la civilización, dándonos una épica visión del progreso científico e industrial del siglo XIX.

Su obra poética fue póstumamente reunida bajo el título de De libres alas (Casa Editora de la viuda de Rosay, Lima, 1912).

### Ensayo no literario
- Ensayo sobre varias cuestiones económicas del Perú (El Havre, 1866), donde reflexiona sobre las innovaciones necesarias para lograr la modernización y el progreso de su país.

### Obras completas
Al cumplirse el primer centenario del nacimiento de Luis Benjamín Cisneros, el gobierno peruano dispuso la edición de sus Obras completas (3 volúmenes, 1939), a las cuales se agregó luego unas "Páginas olvidadas" reunidas por Alberto Tauro del Pino (en la revista Fénix de la Biblioteca Nacional del Perú, N.º 10, pp. 261-286; Lima, 1954).

## Estilo poético
Luis Benjamín Cisneros se sitúa en un lugar intermedio entre el Romanticismo y el Realismo, acentuando así la relación entre ambos movimientos. Pese a su romanticismo, que se expresa en su gusto por lo exótico y lo medieval, Cisneros no se suele dejar llevar por la exaltación apasionada, y suele preferir la precisión expresiva. Cultivó la poesía lírica y la épica.
Sus "composiciones líricas son demasiada domésticas, con ribetes infantiles; las civiles [épicas], en cambio, revelan una sólida ilustración y un vigor más propio de los parnasianos que de los románticos, hasta por la visible predilección por la forma escultórica, antes que polícroma, y por el motivo inspirador, ligado con la ciencia." (Luis Alberto Sánchez).

Luis Benjamín Cisneros fue un poeta de temperancia y de equilibrio en medio de los románticos. Por eso diría: “Pláceme en la alameda solitaria / cerca del templo de quietud en pos, / escuchar de los monjes la plegaria / y al son de la campana funeraria / pensar en Dios…” Cisneros es tanto lírico, como épico y en este campo con visiones bíblicas y también cristiano, social y pacifista como Márquez y anticipo de cierto sector de la poesía inicial de José Santos Chocano.
Augusto Tamayo Vargas